# Meltingen
Meltingen es una comuna suiza del cantón de Soleura, localizada en el distrito de Thierstein. Limita al norte con las comunas de Büsserach y Fehren, al este con Zullwil y Nunningen, al sur con Beinwil, y al oeste con Erschwil.